# 中国人民解放军建军纪念日
中国人民解放军建军纪念日，俗称八一建军节、中国人民解放军建军节，日期为每年的8月1日。

## 来历
1927年8月1日凌晨2时，以周恩来为首的前敌委员会和贺龙、叶挺、朱德、刘伯承等统领下的原国民革命军（原義勇軍）士兵2万余人，为了对抗蒋介石的南京国民政府对中国共產黨实行的剿共镇压政策，在江西省省会南昌武装暴動，从而正式建立了由中国共产党领导的武装部队。此事件被称为南昌起义或南昌暴动。
1933年6月30日，中国共产党中央革命军事委员会决定：每年8月1日为中国工农红军纪念日。同年7月11日，中华苏维埃共和国临时中央政府批准了这个决定。从此，“八·一”成了中國共產黨领导下的军队的建军紀念日，并且一直沿革到现今的中国人民解放军，成为解放军的建军紀念日。

## 节日活动

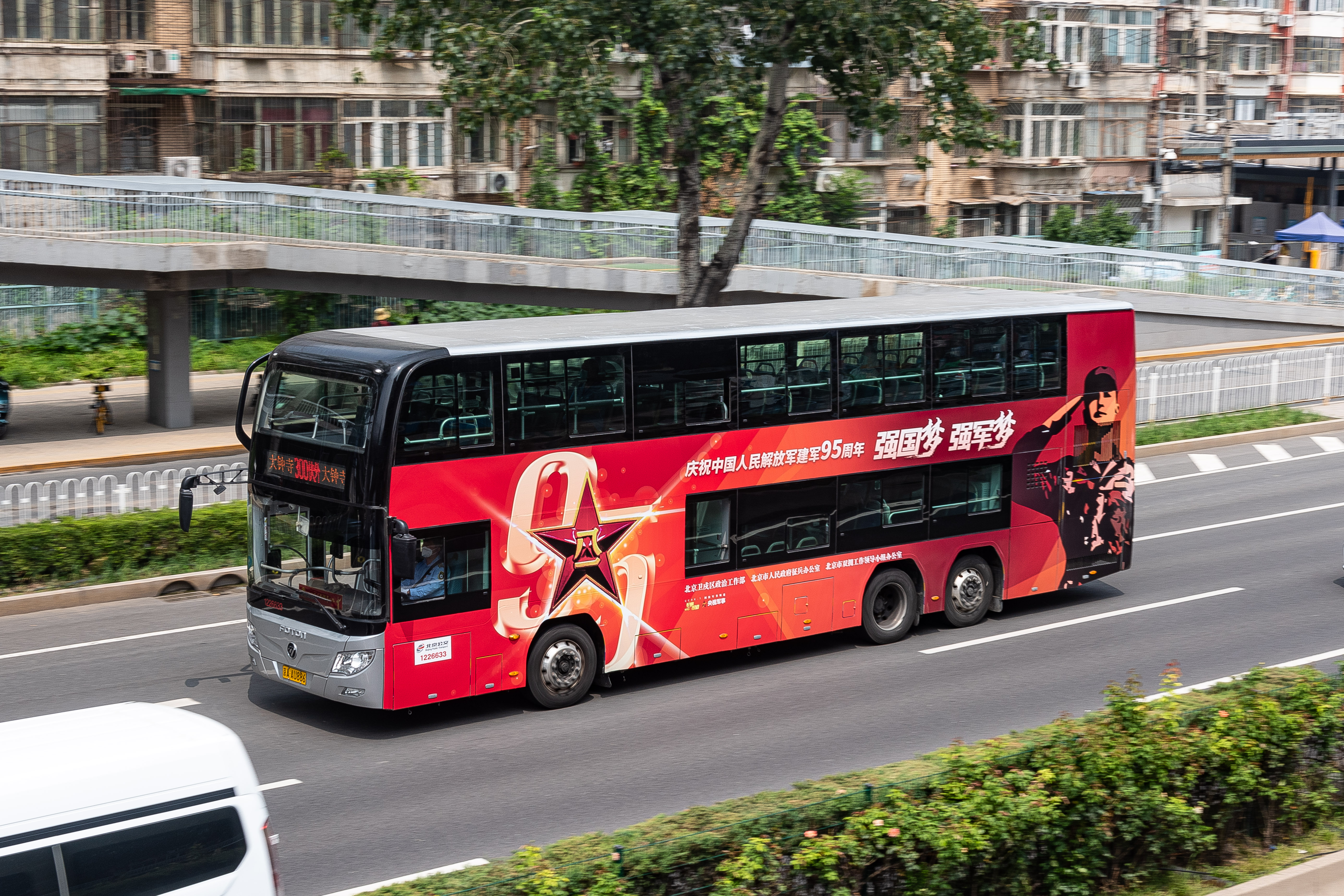
2022年8月1日，北京公交300路快车外环一辆披有中国人民解放军建军95周年特别广告的双层车驶经蓟门桥；该广告由北京卫戍区政治工作部、北京市人民政府征兵办公室、北京市双拥工作领导小组办公室联合制作

- 根據2007年12月14日中華人民共和國國務院修訂的《全国年节及纪念日放假办法》，“中国人民解放军建军纪念日（8月1日），现役军人放假半天。”
- 在某些时期，中国人民解放军建军纪念日也曾进行过阅兵活动，例如2004年中國人民解放軍駐香港部隊在石崗機場舉行公開閱兵儀式，以及2017年在朱日和训练基地进行的被称作“沙场阅兵”的阅兵。
- 中国中央电视台国防军事频道（非中國中央電視台軍事·農業頻道拆分前之國防軍事頻道）會在每年8月1日中午12時播出連續約二小時的特別節目《我們的節日》詳加報導解放軍暨武警，另外《軍事報道》結束後會播九十分鐘左右的特別娛樂節目。

### 引用
1. ↑  . 紅色中華. 1933-07-11.
2. ↑  . 中国青年报客户端. 2022-08-01  [2022-08-01].

### 來源
- 永遠的豐碑·紅色紀憶：“八一”建軍節的來歷（上）（页面存档备份，存于） 新華網，2007年7月31日
- 永遠的豐碑·紅色紀憶：“八一”建軍節的來歷（下）（页面存档备份，存于） 新華網，2007年8月1日